# ヴィルヘルム・シュヒター
ヴィルヘルム・シュヒター（Wilhelm Schüchter、1911年12月15日 - 1974年5月27日）は、ドイツの指揮者。

## 来歴
ボンに生まれる。ケルン音楽院でヘルマン・アーベントロートに指揮を学んだ後、アーヘンやハンブルク、ベルリンなどドイツ国内で活動した。第二次世界大戦後、北西ドイツ放送交響楽団、北西ドイツ・フィルハーモニー管弦楽団の常任指揮者となり、ベルリン・フィルハーモニー管弦楽団など各地への客演も行った。1957年、カラヤンとベルリン・フィルハーモニー管弦楽団の日本公演に副指揮者として初来日。これを契機として1959年、NHK交響楽団の常任指揮者に就任。1962年、ドルトムント歌劇場の音楽総監督となる。1974年5月、練習中に脳出血を起こし、そのまま亡くなった。

## NHK交響楽団
シュヒターのNHK交響楽団での功績といえば、N響を徹底的に鍛え上げ演奏能力を飛躍的に伸ばしたことにある。岩城宏之曰く、「ローゼンストックさんの何十倍も怖い人」。岩城の弁を裏付けるかのように、シュヒターの指導は厳格に厳格を極め、練習のみならず実演、果ては放送録音にまで究極の完璧さを求め続けた。厳格な練習は「蒸発した楽員が出た」などという奇怪な噂までもたらすこともあったが（実際、退任まで実に3分の1の楽員が入れ替わったと言われている）、練習の甲斐もあり、N響の実力は目に見える形で向上した。その一種の結晶として、1960年にはN響初の世界一周演奏旅行が挙行された。もっとも、技術向上に最大の貢献をしたシュヒターは、旅行にはロンドンでの1回の演奏会とテレビ収録、ワシントン、ニューヨークでの演奏会しか参加できなかった。これは「日本人指揮者（岩城、外山雄三）の方が売り上げがあるだろうし、目新しさもあるから」という理由によるものとされる（ベルリンでの演奏会では、指揮者として「カラヤン級の大物か日本人のどちらかであること」という条件がつけられたため、シュヒター指揮の演奏会は実現しなかったという）。
なお、シュヒターは退任まで1回を除くすべての定期演奏会の指揮台に上がったが、病気で上がれなかった1回（1961年3月の第421回定期）にシュヒターの代役で出演した外山は、山田一雄以来10年ぶりにN響の定期演奏会の指揮台に上がった日本人指揮者であった（山田は日響時代。N響に名前が変わってからは初めて）。また、リヒャルト・シュトラウスの『英雄の生涯』や、グスタフ・マーラーの交響曲第10番からアダージョを日本初演したのもシュヒターである（「英雄の生涯」：1960年6月の第416回定期。アダージョ：1960年11月の第417回定期）。

## レコーディング・映像
レコーディングはN響とのR・シュトラウスの『ティル・オイレンシュピーゲルの愉快ないたずら』や黛敏郎の『涅槃交響曲』の他に、フィルハーモニア管弦楽団と何枚かのレコードを残している（その中にはデニス・ブレインが参加しているものもある）。また、ディートリヒ・フィッシャー＝ディースカウが初期にエレクトローラおよびHMVに行なったオペラ・アリアの録音でベルリン交響楽団を伴奏指揮している(現在、PREISER RECORDS 93450で聴くことができる)。
映像はN響世界一周演奏旅行の際に、ロンドンのBBCスタジオで収録されたフレデリック・ショパンのピアノ協奏曲第1番（ピアノは当時16歳の中村紘子）や帰国演奏会での『タンホイザー』序曲、チャイコフスキーの交響曲第4番第4楽章、送別演奏会でのブラームス『ハンガリー舞曲』第5番・第6番のものが残っている。